# Vogelkarspitze
Vogelkarspitze – szczyt w paśmie Karwendel, w Alpach Wschodnich. Leży na granicy między Austrią (Tyrol), a Niemcami (Bawaria). Sąsiaduje z Östliche Karwendelspitze i Grabenkarspitze.
Pierwszego wejścia, 4 lipca 1870 r. dokonał Hermann von Barth.